# Dawne Williams
Dawne Williams ist eine Bankerin in St. Kitts und Nevis. Sie war die erste Frau, die als Chief Executive Officer der St. Kitts-Nevis-Anguilla National Bank Limited berufen wurde.

## Karriere
Williams ist Absolventin der Wharton School an der University of Pennsylvania im FirstCaribbean Leadership Programme. Sie wurde am 1. September 2013 zur Chief Executive Officer der St. Kitts-Nevis-Anguilla National Bank Limited berufen. Diesen Posten hielt sie bis zum 31. August 2016. Sie war davor Director of Retail Banking sowohl bei Barclays, als auch bei CIBC FirstCaribbean International Bank. 2017 ging sie zum Eexecutive Board (Aufsichtsrat) der International Federation of Business and Professional Women. 2021 wurde sie als Regionale Koordinatorin für Nordamerika und die Karibik der Vereinigung wiedergewählt.

## Ehrungen
2013 und 2014 wurde Williams in die „Pioneering Women Gallery“ des Ministry of Development, Culture and Gender Affairs aufgenommen. 2016 wurde sie als eine der „40 Most Influential and Powerful Women“ in St. Kitts und Nevis gewählt.